# Tatiana Pérez de Guzmán el Bueno
Tatiana Pérez de Guzmán el Bueno y Seebacher (San Sebastián, 26 de octubre de 1923 - Madrid, 1 de octubre del 2012) fue la VIII Condesa de Torre Arias, título nobiliario por el que fue más conocida, ostentaba también los títulos nobiliarios de XI Marquesa de la Torre de Esteban Hambrán y el de XI Marquesa de Santa Marta.

## Biografía
Sus padres fueron Alfonso Pérez de Guzmán el Bueno y Salabert, VII Conde de Torre Arias, y Anna Juliana Seebacher Muller, de origen suizo-alemán, que llegó a España en el año 1919 para trabajar como niñera en el hogar del matrimonio formado por María Concepción Pérez de Guzmán el Bueno, condesa de Quintanilla y hermana del padre de Tatiana, y Luis Figueroa Alonso-Martínez, conde de Velayos, que a su vez era el primogénito del primer Conde de Romanones.
Por su carácter extrañamente tímido y apocado, apenas tuvo relevancia en la vida social madrileña, conociéndose de ella solo su afición a la jardinería y el cuidado de las plantas. 
Fue dueña de una cuantiosa fortuna, una parte donada por su padre en 1948 de forma previa a su matrimonio y el resto como herencia del mismo, a su fallecimiento, en el año 1977. Tatiana entró en posesión de la totalidad de la fortuna de su padre, pues era hija única al haber muerto su hermano mayor Alfonso, en febrero de 1939 en el frente de Cataluña en los últimos días de la Guerra Civil Española.
Casó en junio de 1949 con Julio Peláez Avendaño, de origen cántabro y del que la única referencia que se tiene es que había cursado algunos estudios de Ciencias Físicas. El matrimonio no tuvo descendencia.
En 1986 firmó un Convenio con el Ayuntamiento de Madrid por el que se recalificaban grandes extensiones de terreno de su propiedad situados en la madrileña zona de San Blas-Canillejas, cediendo como contrapartida al Ayuntamiento, a su fallecimiento, la Quinta de Torre Arias finca histórica de unas catorce hectáreas situada en el barrio madrileño de Canillejas. Esta operación, que se consideró un acto de generosidad por unos, fue también considerada por otros como una simple maniobra especulativa.[cita requerida]
Cuatro meses antes de su muerte puso en pie una fundación cuyo nombre es “Fundación Tatiana Pérez de Guzmán el Bueno” y cuya finalidad es “servir a la sociedad mediante el estudio y cuidado de la naturaleza, el apoyo a la investigación científica y la formación de la juventud”. La sede de la fundación se encuentra en Madrid, en el Paseo del General Martínez Campos, número 25.